# Давід Петрашек
Давід Петрашек (швед. David Petrasek; 1 лютого 1976, м. Єнчопінг, Швеція) — шведський хокеїст, захисник. 
Вихованець хокейної школи ГВ-71 (Єнчопінг). Виступав за ГВ-71 (Єнчопінг), ХК «Мальме», «Динамо» (Мінськ), «Сибір» (Новосибірськ), «Атлант» (Митищі). 
У чемпіонатах Швеції — 762 матчі (89+183), у плей-оф — 133 матчі (26+39). 
У складі національної збірної Швеції учасник чемпіонату світу 2011 (9 матчів, 2+4). У складі молодіжної збірної Швеції учасник чемпіонату світу 1996. У складі юніорської збірної Швеції учасник чемпіонату Європи 1994.
Досянення
- Срібний призер чемпіонату світу (2011)
- Чемпіон Швеції (1995, 2008, 2010), срібний призер (2009).